# Rinnu
Rinnu var en iransk drottning av Partien som gift med kung Mithridates I av Partien (regent 171–132 f.Kr.). Hon var Partiens regent under sin sons minderårighet och jämte Musa av Parthien en av endast två kvinnor som formellt styrt Partien. 
Hon var dotter till en medisk magnat. Hon var mor till kung Fraates II. Hennes make avled år 132 f.Kr. och efterträddes av deras son Fraates II. Eftersom hennes son var minderårig blev hon ställföreträdande regent. Hon var den första kvinna som formellt styrde Partien.